# English Summer Rain
English Summer Rain este cel de-al nouăsprezecelea single al trupei de rock alternativ Placebo, lansat pe 23 februarie 2004, și cel de-al patrulea single de pe cel de-al patrulea album al trupei, Sleeping With Ghosts. A reușit să urce până pe locul 23 în Marea Britanie.
Varianta single este mai scurtă cu aproape un minut decât cea de pe album, și conține niște versuri în plus; la minutul 2:23, Molko poate fi auzit cântând I can't sleep without your breathing / And I can't breathe each time you're leaving / I'm praying you won't stay away / That you'll come back to me... someday (traducere aproximativă: Nu pot dormi fără răsuflarea ta / Și nu pot respira de fiecare dată când pleci / Mă rog să nu stai deoparte / Să te întorci la mine... cândva). Primele două versuri se regăsesc și pe coperțile single-urilor.

## Lista melodiilor

Coperta single-ului „English Summer Rain”, varianta Enhanced CD

### CD
1. „English Summer Rain” (Single version) 3:10
2. „I’ll Be Yours” (version 4am)

### Enhanced CD
1. „English Summer Rain” (Album version) 4:00
2. „English Summer Rain” (Ecstasy of St Theresa remix)
3. „This Picture” (Junior Sanchez remix)
4. „English Summer Rain” (Exclusive Animated Video)

### CD
1. „English Summer Rain” (Album version) 4:00
2. „English Summer Rain” (Ecstasy of St Theresa remix)
3. „This Picture” (Junior Sanchez remix)

### 7” Vinyl
- A1.„English Summer Rain” (Single version) 3:10
- B1.„This Picture” (Junior Sanchez remix)

## Despre versuri
Brian Molko explică „Ca și în 'Taste in Men', am încercat să scriu ceva care să aibă o natură repetitivă. Un fel de mantra care să vorbească de despărțire… Iubita mea mă părăsește pentru a pleca în călătorie, eu privesc avioanele pe cer, îmi spun că ea e poate într-unul din ele. Sunt încă la Londra, e vara, plouă, și ea îmi lipsește foarte mult.” Tot el se referă la acest cântec ca la „Primul cântec pe care am început să îl scriu la baterie”.

## Despre videoclip
Această piesă beneficiază de două videoclipuri. Primul dintre ele este o animație realizată de un student din Africa de Sud (Molko: „Nu și-a mai făcut temele și s-a preocupat numai de asta”). Personajele care apar în videoclip sunt prezentate sub forma unor păpuși (inclusiv membrii Placebo). Singura scădere pe care Molko a găsit-o videoclipului a fost aceea că el este prezentat cântând la chitară, în ciuda faptului că în realitate nu folosește chitara pe această piesă. „Dar este un videoclip foarte bine făcut”, afirmă artistul pe DVD-ul Once More With Feeling.
Un amănunt amuzant, scos în evidență tot de Molko: „În acest videoclip colaborăm cu Iisus la tobe” (aluzie la înfățișarea păpușii care îl reprezenta pe toboșarul Steve Hewitt).
Al doilea videoclip folosit pentru promovarea acestei piese conține imagini extrase de pe DVD-ul Soulmates Never Die (Live in Paris 2003).

## Poziții în topuri
- 23 (Marea Britanie)
- 98 (Elveția)